# 名稲会
名稲会（めいとうかい）とは、米・食味分析鑑定コンクールにおいて、過去5回連続入賞のうち金賞3回以上が受賞条件で「ダイヤモンド褒賞受賞」と名稲会の会員になる。

## 米・食味分析鑑定コンクール
- 米・食味鑑定士協会が主催する新米の食味鑑定による国際コンクール（1999年より実施）
  - 一次審査
    - 静岡製機株式会社の食味計で85点以上。

  - 二次審査
    - 東洋精米機製作所の味度計で85点以上。

  - 三次審査
    - タイガー魔法瓶株式会社の炊飯器を約40台を使用し、官能審査を実施。

## 会員
- 石井稔（宮城県登米市）2006年ダイヤモンド褒賞受賞[1]
  - 総合部門金賞（2002年・2003年・2004年）
- 桑原健太郎（新潟県中魚沼郡津南町）2006年ダイヤモンド褒賞受賞[2]
  - 総合部門金賞（2001年・2003年・2004年・2005年）
- 武藤傳太郎（山梨県富士吉田市）2006年ダイヤモンド褒賞受賞[3]（2012.10.15逝去）
  - 総合部門金賞（2001年・2003年・2004年・2005年）
- 遠藤五一（山形県置賜郡高畠町）2007年ダイヤモンド褒賞受賞[4]
  - 総合部門金賞（2004年・2005年・2006年）品種別部門金賞（2003年）
- 古川勝幸（福島県郡山市）2009年ダイヤモンド褒賞受賞[5]
  - 総合部門金賞（2004年・2005年・2006年・2007年・2008年）
- 笠原勝彦（新潟県南魚沼市）2009年ダイヤモンド褒賞受賞[6][7]
  - 総合部門金賞（2004年・2007年・2008年）品種別部門金賞（2005年）特別優秀賞（2006年）
- 高橋義三（長野県下高井郡野沢温泉村）2012年ダイヤモンド褒賞受賞[8]
  - 総合部門金賞（2011年・2010年・2009年・2008年）有機栽培部門特別優秀賞（2007年）
- 和仁松男（岐阜県高山市）2012年ダイヤンド褒賞受賞[9][10]
  - 総合部門金賞（2011年・2010年・2008年・2007年）特別優秀賞（2009年）